# Kaifuku jutsushi no yarinaoshi
Kaifuku jutsushi no yarinaoshi: Sokushi mahō to Skill Copy no chōetsu Heal (jap. 回復術士のやり直し 〜即死魔法とスキルコピーの超越ヒール〜 Kaifuku jutsushi no yarinaoshi: Sokushi mahō to sukiru kopī no chōetsu hīru; ang. Redo of Healer), skrótowo KaiYari – seria light novel napisana przez Ruia Tsukiyo i zilustrowana przez Shiokonbu. Początkowo była publikowana online w serwisie Shōsetsuka ni narō, a następnie została nabyta przez wydawnictwo Kadokawa Shoten, które wydaje ją jako light novel od lipca 2017 pod imprintem Kadokawa Sneaker Bunko.
Na jej podstawie powstała manga, która ukazuje się w magazynie internetowym „Young Ace Up” od października 2017, oraz serial anime wyprodukowany przez studio TNK, który emitowano między styczniem a marcem 2021.

## Fabuła
Keyaru jest ofiarą ciągłego nękania i gwałtów ze strony reszty członków swojej drużyny tylko dlatego, że jest uzdrowicielem. Z czasem udaje mu się poznać tajniki magii uzdrawiającej, co przekonuje go, że uzdrowiciele są w rzeczywistości najpotężniejszą klasą. Jednak zanim zdaje sobie z tego sprawę, jest już dla niego za późno. Dlatego też, używając swojej magii, wzmocnionej magicznymi właściwościami kamienia filozoficznego, cofa się o cztery lata w przeszłość, postanawiając zmienić bieg wydarzeń i zemścić się na swoich oprawcach.

## Bohaterowie
- Keyaru (jap. ケヤル) / Keyarga (jap. ケヤルガ Keyaruga)

Seiyū: Yūya Hozumi (Keyaru / Keyarga), Yōko Hikasa (Keara) 
- Flare Arlgrande Jioral (jap. フレア・アールグランデ・ジオラル Furea Ārugurande Jioraru) / Freia (jap. フレイア Fureia)

Seiyū: Ayano Shibuya 
- Setsuna (jap. セツナ)

Seiyū: Shizuka Ishigami 
- Eve Reese (jap. イヴ・リース Ibu Rīsu)

Seiyū: Natsumi Takamori 
- Norn Clatalissa Jioral (jap. ノルン・クラタリッサ・ジオラル Norun Kuratarissa Jioraru) / Ellen (jap. エレン Eren)

Seiyū: Minami Tsuda 
- Kureha Clyret (jap. クレハ・クライレット Kureha Kurairetto)

Seiyū: Natsuki Aikawa 
- Bullet (jap. ブレット Buretto)

Seiyū: Tetsu Inada 
- Blade (jap. ブレイド Bureido)

Seiyū: Mami Fujita 
- Anna (jap. アンナ)

Seiyū: Asuka Nishi 
- Leonard (jap. レナード Renādo)

Seiyū: Yasuaki Takumi (mężczyzna), Eri Akiyama (kobieta) 
- Ledra Goldman (jap. レドラ・ゴルドマン Redora Gorudoman)

Seiyū: Naomi Kusumi 
- Karman (jap. カルマン Karuman)

Seiyū: Reiō Tsuchida 
- Trist Organ (jap. トリスト・オルガン Torisuto Orugan)

Seiyū: Ryōtarō Okiayu 
- Proum Jioral (jap. プローム・ジオラル Purōmu Jioraru)

Seiyū: Takaya Hashi 

## Light novel
Seria została po raz pierwszy opublikowana 29 grudnia 2016 w serwisie Shōsetsuka ni narō jako powieść internetowa. Następnie została nabyta przez wydawnictwo Kadokawa Shoten, które wydało ją jako light novel pod imprintem Kadokawa Sneaker Bunko. Pierwszy tom ukazał się 1 lipca 2017, według zaś stanu na 26 grudnia 2020, do tej pory wydano 9 tomów.
| Nr | Data wydania (język japoński) | ISBN (język japoński)  |
| -- | ----------------------------- | ---------------------- |
| 1  | 1 lipca 2017                  | ISBN 978-4-04105-680-6 |
| 2  | 1 grudnia 2017                | ISBN 978-4-04105-681-3 |
| 3  | 1 kwietnia 2018               | ISBN 978-4-04106-524-2 |
| 4  | 1 września 2018               | ISBN 978-4-04106-521-1 |
| 5  | 1 lutego 2019                 | ISBN 978-4-04107-559-3 |
| 6  | 1 lipca 2019                  | ISBN 978-4-04107-560-9 |
| 7  | 1 grudnia 2019                | ISBN 978-4-04107-561-6 |
| 8  | 1 lipca 2020                  | ISBN 978-4-04109-658-1 |
| 9  | 26 grudnia 2020               | ISBN 978-4-04109-662-8 |

## Manga
Adaptacja w formie mangi autorstwa Sōkena Hagi ukazuje się w magazynie internetowym „Young Ace Up” wydawnictwa Kadokawa Shoten od 24 października 2017.
| Nr | Data wydania (język japoński) | ISBN (język japoński)  |
| -- | ----------------------------- | ---------------------- |
| 1  | 31 marca 2018                 | ISBN 978-4-04106-838-0 |
| 2  | 4 września 2018               | ISBN 978-4-04107-292-9 |
| 3  | 4 lutego 2019                 | ISBN 978-4-04107-730-6 |
| 4  | 4 lipca 2019                  | ISBN 978-4-04108-358-1 |
| 5  | 3 grudnia 2019                | ISBN 978-4-04108-359-8 |
| 6  | 2 maja 2020                   | ISBN 978-4-04109-347-4 |
| 7  | 10 października 2020          | ISBN 978-4-04109-350-4 |
| 8  | 10 lutego 2021                | ISBN 978-4-04109-352-8 |
| 9  | 10 sierpnia 2021              | ISBN 978-4-04111-575-6 |
| 10 | 10 lutego 2022                | ISBN 978-4-04111-579-4 |
| 11 | 10 sierpnia 2022              | ISBN 978-4-04112-627-1 |
| 12 | 10 lutego 2023                | ISBN 978-4-04113-257-9 |

Spin-off zilustrowany przez Kena Nagao, zatytułowany Kaifuku jutsushi no omotenashi, ukazuje się w tym samym magazynie od 18 stycznia 2021.
| Nr | Data wydania (język japoński) | ISBN (język japoński)  |
| -- | ----------------------------- | ---------------------- |
| 1  | 10 sierpnia 2021              | ISBN 978-4-04-111578-7 |
| 2  | 10 sierpnia 2022              | ISBN 978-4-04-112115-3 |

## Anime
Adaptacja w formie telewizyjnego serialu anime została zapowiedziana przez wydawnictwo Kadokawa w listopadzie 2019. Została zanimowana przez studio TNK i wyreżyserowana przez Takuyę Asaokę. Scenariusz napisał Kazuyuki Fudeyasu, a postacie zaprojektował Junji Goto. 12-odcinkowa seria była emitowana od 13 stycznia do 31 marca 2021 w stacjach Tokyo MX, KBS, AT-X, SUN i BS11. Motywem otwierającym jest „Zankoku na yume to nemure” (jap. 残酷な夢と眠れ) w wykonaniu Minami Kuribayashi, końcowym zaś „Yume de sekai o kaeru nara” (jap. 夢で世界を変えるなら) autorstwa ARCANA PROJECT.